# 翼桁

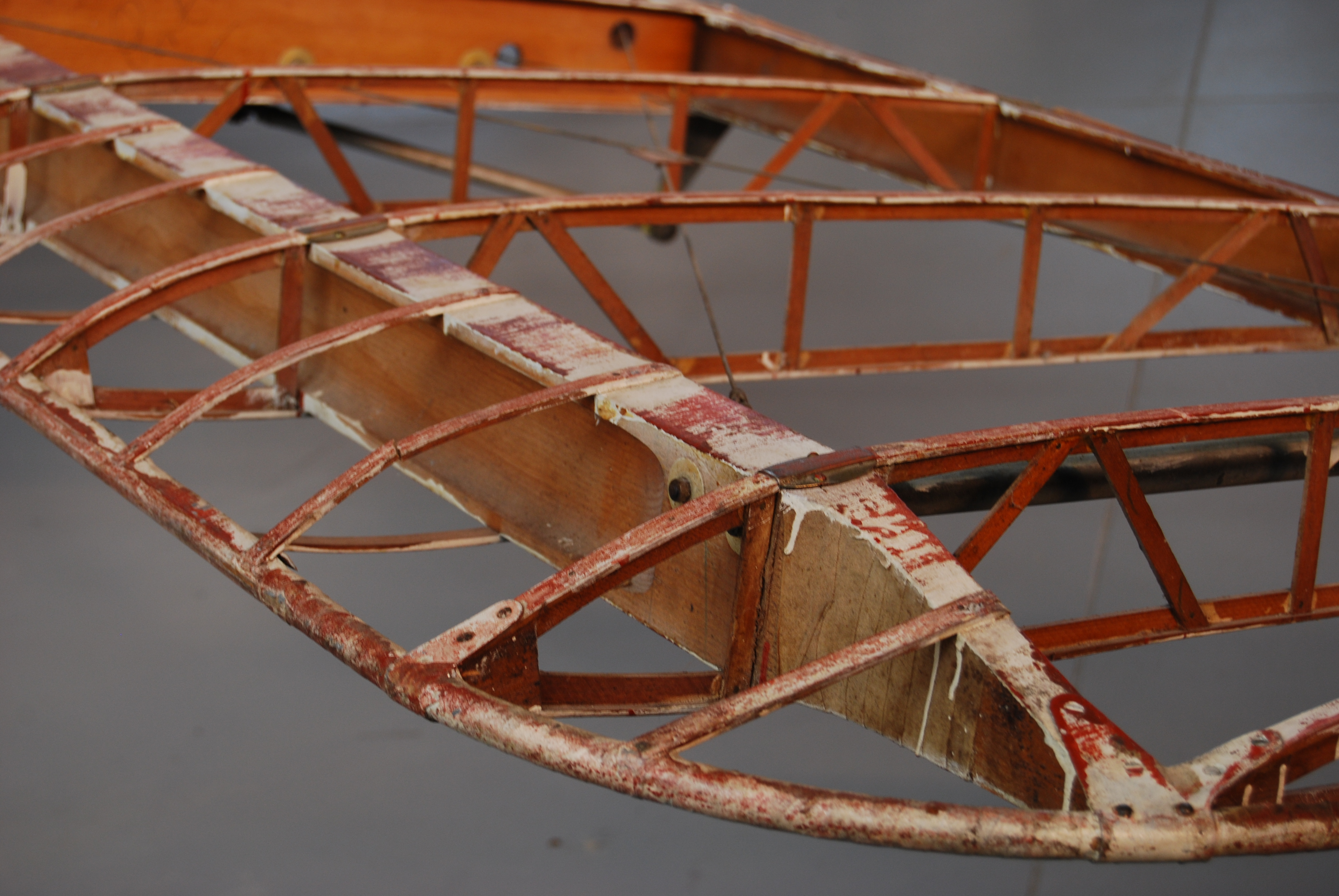
デ・ハビランド モスキートの主桁

固定翼機では、翼桁（英: spar）はしばしば主翼の主構造であり、翼幅に渡って直角（後退翼の場合はその角度に応じて）に胴体に向かって配置されている。翼桁は飛行荷重を支え、地上では主翼自体の重量を支える。翼小骨などの他の構造および形成材が翼桁に取り付けられ、応力外皮構造においても荷重を分担する。複数の翼桁を有するものや、翼桁のないものも存在する。しかしながら、一つの翼桁がほとんどの応力を負担する場合、主桁として知られている。
翼桁は水平尾翼や垂直尾翼などの主翼以外の翼面でも使用されて同様の役割を果たすが、負担する荷重は主翼の翼桁と比べると格段に小さい。

## 桁荷重
片持ち式単葉機の翼桁は重量および動的荷重支持の大部分を担っており、多くの場合、主翼のDボックス自体の強度と組み合わされている。この2つの構造部材が一体となって、航空機が安全に飛行するのに必要な主翼の剛性を確保している。支柱と飛行張り線を採用した複葉機では、飛行荷重の多くが翼間の支柱と張り線を介して伝達されるため、抗力が増大する代わりにより小さな断面積で、より軽い翼桁を使用することができる。

### 応力
翼桁に作用する応力としては、以下のようなものがある：
- 飛行中に機体を支持する主翼の揚力による上向の応力。これらの応力は、セスナ 310（英語版）などのように主翼端に燃料を搭載することによってある程度相殺することができる。
- 地上で静止している最中に、主翼自体の構造、翼内に搭載された燃料およびエンジンが主翼に搭載されている場合はその重量による下向き曲げ荷重。
- 対気速度および慣性による抗力荷重。
- 慣性モーメント荷重。
- 捻り下げ（英語版）による高速度での空気力学効果およびエルロン操作の結果としての操縦逆転（英語版）による翼弦（英語版）ひねり荷重。さらに、主翼から吊り下げられたエンジンの推力を変更することにってもひねり荷重が増減する[4]。Dボックス構造は主翼のねじれを減少するのに有効である。

これらの荷重はエクストラ EA-300のような極端な曲技飛行を行う機体では、飛行中に急激に反転するので、このような飛行機の翼桁は大きな荷重倍数にも安全に耐えられるように設計されている。

## 材料および構造

### 木製構造
初期の飛行機ではスプルースやセイヨウトネリコの無垢材から削り出して翼桁として使用していた。木製の翼桁では箱形断面のものや、主翼の上半角を保つために治具を使って積層して圧縮接着したものなど、さまざまなタイプのものが使用され、実験されてきた。木製翼桁はロビン DR400や、その系統機などの軽飛行機ではいまだに使用されている。木製翼桁の欠点は気象条件の影響（湿気も乾燥も）および木材穿孔虫による食害や菌類の発生などの生物学的脅威による劣化であり、そのため耐空性を維持するために定期的な検査が義務付けられていることが多い。
マルチピース構造の木製翼桁は、通常、「スパーキャップ」と呼ばれる上下の部材と、スパーキャップの間に通される「せん断ウェブ」ないし単純に「ウェブ」と呼ばれる垂直の板材から構成されている。
現代でも、スピットファイアのレプリカなどの「自家製レプリカ機」では、積層木製翼桁が使用されている。このような翼桁は通常はスプルースやベイマツが（挟んで接着されて）積層されている。愛好家の中には機体の大きさに合わせたさまざまなサイズのエンジンを使用して、実際に飛行する「レプリカ」スピットファイアを作るものもいる。

### 金属製翼桁

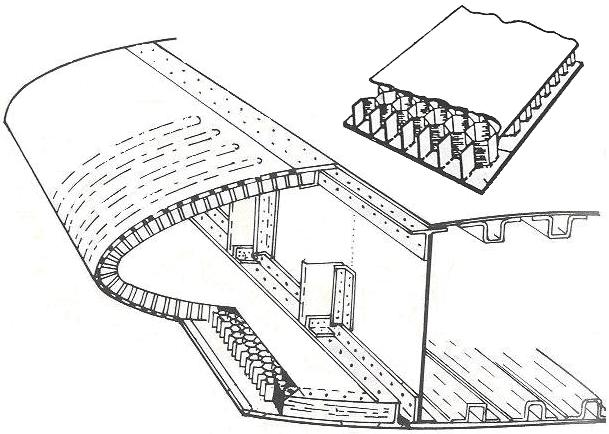
ハニカム構造のDボックスの前縁を使用した、基本的な金属製翼桁の主翼

ゼネラル・アビエーション航空機の一般的な金属製翼桁では、通常はシート状のアルミニウム製スパーウェブ構成されている、荷重がかかった時に座屈するのを防ぐためウェブの上下に「L字」ないし「T字」がたのスパーキャップが溶接またはリベット止めで取り付けられている。このような翼桁構造を採用した大型機では、スパーキャップを密閉してインテグラルタンクを構成することもある。金属製翼桁の金属疲労は航空事故の原因の一つとされており、チョークス・オーシャン・エアウェイズ101便墜落事故などのように、特に旧年式の航空機ではその傾向が顕著である。

### 管状金属製翼桁
1917年のドイツのユンカース J.I装甲胴体の地上攻撃用一葉半機は、フーゴー・ユンカースが設計した、波型のジュラルミンの翼板の下に配置され、それぞれの管状翼桁が三角形のジュラルミンの切片のスペースフレーム（通常はウォレスのトラス方式で）にリベットで結合されて隣の翼桁に接続されている、いくつかの菅状翼桁の複数の金属管のネットワークを使用しており、これによって他の航空機がほとんど木製翼桁を使用していた時代に構造強度が大幅に向上した。
ユンカースの全金属製波型翼 / 多管状翼桁設計方式は、アメリカの飛行機設計者ウィリアム・スタウトが自分の1920年台のフォード トライモータ旅客機で第一次世界大戦に模倣し、ロシアの航空機設計者アンドレーイ・トゥーポレフも1922年のツポレフ ANT-2で模倣し、1934年に当時の巨人機「マクシム・ゴーリキー号」を開発した。
スーパーマリン スピットファイアの成功に貢献した主翼の設計は、5本の正方形の金属チューブを入れ子式に組み合わせた革新的な桁材の設計にあった。2本の桁材は合金のウェブで相互に結合され、軽量で非常に頑丈な主桁を構成していた。
この翼桁の構成手法は1970年代初期にジム・ビードが設計して組み立てたビード BD-5でも使用された。BD-5およびその後のBD計画でで使用された翼桁は主に直径約2インチ (5.1 cm)のアルミニウムチューブで、主翼の構造的な完全性を確保するためにより大きな内径のアルミチューブと翼付け根部分で結合されていた。

### 大圏構造
ビッカース ウェリントンなどの航空機では、軽量で、戦闘で大きな損傷を受けても部分的にしか強度が落ちないという利点を有する大圏翼桁構造が採用されていた。

### 複合構造
多くの現代の航空機では、大型の旅客機から小型のホームビルト機に至るまで、その構造に炭素繊維およびケブラーが使用されている。注目すべきものとしては、スケールド・コンポジッツおよびドイツのグライダーメーカーのシェンプ＝ヒルトおよびアレキサンダー・シュライハーによる開発である。これらの企業は、当初は無垢のガラス繊維製翼桁を採用していたが、現在ではASG 29などの高性能グライダーでしばし炭素繊維を使用している。従来のガラス繊維製翼桁の機体と比べて強度を増しつつ重量が減じたことで、より大量の水バラストを搭載することができる。

### 多桁構造
3本ないしそれ以上の翼桁を備える航空機は「多桁」機と呼ばれている。複数の小さな翼桁を使用することで、強度を保ったまま主翼や尾翼の構造を薄くすることが可能となる（ただし、燃料タンクや武装の内蔵や、エルロンの取り付けなどが複雑になり困難になるという犠牲が伴う）。多桁翼は遅くとも1930年代から使用されていたが（例えば第2次世界大戦期のカーチス P-40は主翼に3本の翼桁を採用していた）、ジェット戦闘機の高速化にともなって、高速飛行時の抗力を減らすために主翼を薄くすることが求められるようになって、より一般的なものとなった。マッハ2のF-104 スターファイターは非常に薄い断面の主翼を実現するために、多数の薄い翼桁を使用しており、ジェネラル・ダイナミクス F-16 ファイティング・ファルコンも同様の構成をとっている。F-4 ファントムIIやF-15 イーグルなどのその他の航空機では、比較的薄い主翼に十分な強度を持たせるために、3本ないしそれ以上の翼桁を使用していることで多桁機と呼ばれている。

## 補助桁
補助桁（英語: false spar）は、胴体に接合されていない、主桁と同様に荷重を受ける構造部材である。もっとも一般的な目的はエルロンに代表される動翼を支持することである。